# Élections constituantes de 1946 dans le Jura
Les élections constituantes françaises de 1946 se tiennent le 2 juin. Ce sont les deuxièmes élections constituantes, après le rejet du projet de Constitution française du 19 avril 1946 lors du référendum du 5 mai.

## Mode de scrutin
L'assemblée constituante est composée de 586 sièges pourvus au scrutin proportionnel plurinominal suivant la règle de la plus forte moyenne dans chaque département, sans panachage ni vote préférentiel.
Dans le département du Jura, trois députés sont à élire.

## Élus
| Député sortant   | Parti | Parti | Député élu ou réélu | Parti | Parti |
| ---------------- | ----- | ----- | ------------------- | ----- | ----- |
| André Barthélémy |       | PCF   | André Barthélémy    |       | PCF   |
| Jean Courtois    |       | SFIO  | Jean Courtois       |       | SFIO  |
| Charles Viatte   |       | MRP   | Charles Viatte      |       | MRP   |

## Résultats

### Résultats à l'échelle du département
| Parti    | Parti    | Tête de liste    | Résultats | Résultats | Sièges |  |
| Parti    | Parti    | Tête de liste    | Voix      | %         |        |  |
| -------- | -------- | ---------------- | --------- | --------- | ------ |  |
|          | MRP      | Charles Viatte   | 41 029    | 37,13     | 1      |  |
|          | PCF      | André Barthélémy | 29 038    | 26,28     | 1      |  |
|          | SFIO     | Jean Courtois    | 20 586    | 18,63     | 1      |  |
|          | RGR      | Edgar Faure      | 19 840    | 17,96     | -      |  |
|          |          |                  |           |           |        |  |
| Inscrits | Inscrits | Inscrits         | 138 075   | 100,00    | 3      |  |
| Votants  | Votants  | Votants          | 111 900   | 81,04     |        |  |
| Exprimés | Exprimés | Exprimés         | 110 493   | 98,74     |        |  |